# Magneville
Magneville är en kommun i departementet Manche i regionen Normandie i norra Frankrike. Kommunen ligger i kantonen Bricquebec som tillhör arrondissementet Cherbourg. År 2022 hade Magneville 311 invånare.

## Befolkningsutveckling
Antalet invånare i kommunen Magneville
| Referens: INSEE |